# Ведель-Писдорф, Вильгельм фон
Вильгельм фон Ведель-Писдорф (нем. Wilhelm von Wedell-Piesdorf; 20 мая 1837, Франкфурт-на-Одере — 11 июля 1915, Берлин) — немецкий юрист и политик.

## Биография
Изучал юриспруденцию в Гейдельберге и Берлине. В 1858 году поступил на государственную службу, был ландратом в Вольмирштедте, затем в Айслебене. Уволившись в 1876 году, управлял своим дворянским поместьем Писдорф. Как крупный землевладелец состоял членом союза фермеров.
С 1879 года — член Прусской палаты депутатов от консервативной партии. В 1881 году назначен начальником окружного управления Магдебурга. С 1884 года — депутат рейхстага от свободно-консервативной партии, избран президентом рейхстага.
В 1888 году император Вильгельм II назначил его министром прусского королевского двора. С 1885 года — член прусской палаты господ, с 1912 года — её председатель.
Был членом студенческого союза Saxo-Borussia Heidelberg.

## Память
В 1910—1937 годах имя Веделя носила площадь в районе Berlin-Friedrichsfelde.